# El gran varón
El Gran Varón est une chanson sur un rythme salsa, composée par Omar Alfanno et interprétée par Willie Colón (accompagné de son groupe Legal Alien), parue sur l'album Top Secrets (Altos Secretos) en 1989, son dernier album enregistré sous le label Fania, qui a été disque d'or et de platine, réédité en 2006 dans une version remasterisée.
La musique et les paroles de la chanson sont d'Omar Alfanno (qui écrira entre autres par la suite les paroles de A puro dolor de Son by Four). Elles racontent la vie de Simón, rejetée par son père car c'est une femme trans et qui meurt à seulement 30 ans du SIDA dans la solitude, le père re
Willie Colón l'a aussi interprété en concert avec la Fania All Stars à Cali en 1995 (Timbales : Nicky Marrero,  Campana : Roberto Roena, Congas : Eddie Montvo, Violon : Alfredo de La Fé, Basse : Bobby Valentin, Cuatro : Yomo Toro, Trombones : Reynaldo Jorge, Leopoldo Pineda et Lewis Khan).
Une vidéo en live figure aussi sur le DVD bonus de la compilation La Historia - The Hit List.
Un film mexicain s'est inspiré du thème de la chanson, Simón, el gran varón, réalisé par Miguel Barreda Delgado en 2002 dans un genre proche d'un soap opera avec
Alberto Estrella (Man on Fire, Contra viento y marea, …),
Hugo Stiglitz (Naturaleza Muerta, …),
Victor Carpinteiro (Lazos De Amor),
Alicia Encinas (A Sangre Fria).
Les paroles restent politiquement correctes et évitent d'employer les mots tabous : travesti (ou transsexuel ? « une femme lui a adressé la parole ») (« (il) porte jupe, rouge à lèvres et sac à main »), SIDA (« une étrange maladie »).
Elles laissent aussi à l'auditeur juger l'attitude du père.

## Le récit
Le chanteur raconte que dans la chambre d'un hôpital, à 9 h 43 est né Simón, lors de l'été 1956, fierté de Don Andrés (Remarque : Andrés est un prénom qui vient du grec Andréas qui signifie homme viril), car il s'agit d'un mâle (le mot espagnol employé est varón, mot qui vient du latin vir (homme, mâle) qui a donné "viril" en français, et peut être aussi "baron").
(Le rythme de la salsa commence alors...)
Simón a été élevé comme les autres, « à la dure », avec sévérité, sans jamais donner son opinion.
Son père lui dit :
« Quand tu grandiras tu étudieras et suivra la même voie que ton papa.
Écoutes moi bien, tu devras être un grand gaillard » (Phrase qui rappelle un peu "Tu seras un Homme, mon fils" de Rudyard Kipling)
Simón part à l'étranger loin de chez lui et oublie ce sermon.
Il change sa façon de marcher, et porte jupe, rouge à lèvres et sac à main.
Les gens racontent qu'un jour le père est allé le voir sans prévenir (quelle erreur !) et qu'une femme lui a adressé la parole en passant : "Salut, comment ça va papa ? Tu ne me reconnais pas ? Je suis Simón, Simón ton fils, “Le grand gaillard”".
Dans le refrain les chœurs chantent "No se puede corregir a la naturaleza" ("on ne peut pas corriger la Nature") et "Palo que nace doblao, jamas su tronco endereza" (Dérivé du proverbe mexicain "Árbol que nace torcido jamás su tronco endereza", traduit en "L'arbre qui nait tordu ne redresse jamais son tronc" dans le roman La Douleur du dollar (extrait) de la cubaine Zoé Valdés (paru en 1997). Cela rappelle aussi les proverbes de la chanson Pedro Navaja de Ruben Blades composée par Willie Colon.
Son père ne lui a plus jamais parlé et l'a abandonné à tout jamais.
Le chanteur interpelle Andrés :
"Ne te plains pas."
"Si del cielo te caen limones aprende a hacer limonadas" ("Si du ciel te tombent des citrons, apprend à faire de la limonade") (similaire à "If life gave you a lemon, make it a lemonade", citation attribuée à Joan Collins).
Cela ressemble aussi ce proverbe de la chanson Pedro Navaja : "Si naciste pa’ martillo del cielo te caen los clavos" ("Si tu es fait pour le marteau, du ciel te tomberont les clous").)
Tandis que les ans passaient, Simón cessa d'écrire.
Andrés devint furieux.
Il eut enfin des nouvelles d'où son fils se trouvait.
Il n'a jamais oublié le jour de ce triste appel.
(Le chant de Willie Colon devient plaintif ("Ay lélélé…"), ce qui contraste avec l'air et le rythme joyeux de la salsa… La musique redevient calme comme au début, on se retrouve en effet dans un hôpital en été, mais pour un décès en non une naissance, 30 ans après).
Dans la chambre d'un hôpital,
Simón est mort d'une "étrange maladie",
durant l'été 86, personne n'a pleuré le malade de la chambre 10,
Simón…
Les paroles disent ensuite : "El que este libre pecado que tire la primera piedra" (Tiré de l'évangile selon Jean ("Que celui de vous qui est sans péché jette le premier la pierre "))
Le récit se termine par une morale comme dans les contes :
« El que nunca perdona tiene destino cierto de vivir amargos recuerdos en su propio infierno »
(« Celui qui ne pardonne jamais peut être certain que son destin sera de vivre d'amers souvenirs durant son propre enfer »).

## Musiciens
- Willie Colón : Chant,
- Bob Franchesini : Saxophone,
- Gary Graham : Claviers,
- Eugene Perez : Basse,
- Marcus Persiani : Piano,
- Bob Quaranta : Piano,
- Marc Quiñones : Timbales, percussions,
- Jay Dittamo : Batterie,
- Sammy Garcia : Percussions,
- Jonathan Hanser : Claviers,
- Arturo Ortiz : Claviers,
- Bobby Allende : Congas,
- Jimmy Delgado : Bongos,
- Jaime Ramos : Trombone

## Reprises
Plusieurs artistes ont repris la chanson : Jako qui rappe les paroles sur une musique hip-hop (télécharger le mp3), Damas Gratis (album Sin remedio, version cumbia burlesque), La Sonora Tropicana (version cumbia également), La Barra, Grupo Krisma, Banda El Grullo, Teorema, WillyMania, Danny Frank, Septeto Acarey (2024) et d'autres encore.